# Lundvaxskinn
Lundvaxskinn (Phlebia griseoflavescens) är en svampart som först beskrevs av Viktor Litschauer, och fick sitt nu gällande namn av J. Erikss. & Hjortstam 1981. Phlebia griseoflavescens ingår i släktet Phlebia och familjen Meruliaceae.   Inga underarter finns listade i Catalogue of Life.
I den svenska databasen Dyntaxa används istället namnet Hyphoderma griseoflavescens för samma taxon.  Arten är reproducerande i Sverige.